# نال‌دوکن (آردانوچ)
نال‌دوکن (به ترکی استانبولی: Naldöken) یک منطقهٔ مسکونی در ترکیه است که در آردانوچ واقع شده‌است. نال‌دوکن ۴۰ نفر جمعیت دارد.